# 크리스틴 레예스
크리스틴 레예스(필리핀어: Cristine Reyes, 1989년 2월 5일 ~ )는 필리핀의 배우이다. 액션 영화 《마리아》의 주인공이다.